# 카와지리 요시아키
카와지리 요시아키(일본어: 川尻 善昭, 1950년 11월 18일 ~ )는 가나가와현 요코하마시 출신의 일본의 애니메이터, 애니메이션 감독이다. 요코하마 고등학교를 졸업하였다.
대표작으로는 요수도시, 쥬베이 인풍첩, 뱀파이어 헌터 D 등이 있다.

## 작품

### 애니메이션 영화
- 여름으로의 문 (1981년) (화면구성)
- 하구레구모 (1982년) (화면구성・그림콘티・원화)
- 유니코 - 마법의 섬에 (1983년) (화면구성)
- SF신세기 렌즈맨 (1984년) (감독・캐릭터디자인・그림콘티・원화)
- 미궁 이야기 「달리는 남자」 (1987년) (감독・각본・캐릭터디자인・작화감독)
- 요수도시 (1987년) (감독・작화감독・캐릭터디자인)
- 바람의 이름은 암네시아 (1990년) (감수・각본)
- 쥬베이 인풍첩 (1993년) (감독・원작・각본・캐릭터원안)
- 아즈키쨩 화이트 발렌타인♥ 사랑의 찬스가 왔다!! (1995년) (캐릭터디자인)
- 뱀파이어 헌터 D (2000년) (감독・각본・그림콘티)
- 애니매트릭스 「프로그램 (Program)」 (2003년) (감독・각본・그림콘티)
- 애니매트릭스 「세계 기록 (World Record)」 (2003년) (원작・각본・추가원화)
- 하이랜더 - 복수의 전사 (2007년) (감독・그림콘티・원화)

### OVA
- 불새 우주편 (1987년) (감독)
- 마계도시 (1988년) (감독・그림콘티・캐릭터디자인)
- MIDNIGHT EYE 고쿠우 (1989년) (감독・캐릭터디자인・작화감독)
- 사이버 시티 오에도 808 (1990년) (감독・캐릭터디자인)
- 더 콕핏 「성층권 기류」 (1994년) (감독・각본・캐릭터디자인・작화감독・원화)
- 바이오 헌터 (1995년) (감수・각본・원화)
- 철완 버디 (1996년) (감독・각본・그림콘티・원화)

### TV 애니메이션
- 만화 일본 옛날이야기 (1976년) (연출・작화・미술)
- 만화 세계 옛날이야기 (1976년) (연출・캐릭터디자인・작화・미술・배경)
- 정글대제 (1989년) (캐릭터디자인)
- 아즈키짱 (1995년) (캐릭터디자인)
- X -엑스- (2001년) (감독・각본・그림콘티)

### 실사 영화
- 소녀 검객 아즈미 대혈전 2 (2005년) (각본)

## 서적
- 그림책 북극의 루코 (쵸분샤, 1989년)
- 뱀파이어 헌터 D 그림콘티집 (아사히 소노라마, 2001년)
- PLUS MADHOUSE 02 가와지리 요시아키 (키네마 쥰포샤, 2008년 7월)

## 수상력
- 1987년 제5회 일본애니메대상 연출부문 (요수도시)